# Хунцяо (Тяньцзинь)
Хунця́о (кит. упр. 红桥, пиньинь Hōngqiáo, буквально: «Красный мост») — район городского подчинения города центрального подчинения Тяньцзинь (КНР). 

## Название
Своё название район получил от находившегося здесь Большого Красного моста (Дахунцяо) через реку Цзыяхэ (приток Хайхэ).

## История
В 1949 году здесь были созданы Район № 8 и Район № 9. В 1952 году они были объединены в Район № 8, который в 1956 году был переименован в Хунцяо.

## Административное деление
Район Хунцяо делится на 10 уличных комитетов.

## Население
Местные жители говорят на тяньцзиньском диалекте.

## Транспорт
На территории района расположен Тяньцзиньский Западный вокзал.